# Forêt de Nanteau
La forêt de Nanteau est un massif forestier d'environ 3 300 hectares de forêt domaniale, forêt communale et forêt privée, situé en Seine-et-Marne.
Située dans le Gâtinais, elle se trouve à une quinzaine de kilomètres au sud-sud-est de Fontainebleau et immédiatement au sud-est de Nemours.

## Géographie physique
La forêt de Nanteau est située sur un plateau entre les vallées du Loing à l'ouest et du Lunain au nord-est. Elle est relativement plate au centre mais vallonnée en bordure des vallées, avec des points hauts à 136 mètres sur le plateau et des points bas à environ 60 mètres au niveau du Loing.
L'ensemble forestier recouvre une superficie d'environ 3 300 hectares entourant l'enclave non boisée de Saint-Louis d'environ 200 hectares. Il inclut notamment la forêt domaniale de Nanteau, la forêt domaniale de Nanteau-Poligny et la forêt communale de Nemours. Ces deux dernières bordent la rive est du Loing. Les autres espaces boisés sont entre autres le Bois de l'Abbesse, les Hauts de Darvault et le Bois départemental des Palis.
La forêt communale de Nemours borde les franges pavillonnaires et les zones d'activités du sud de la ville. L'habitat pavillonnaire de Darvault s'est progressivement développé en lisière nord-ouest du massif.
Une large enclave agricole se trouve au centre du l'ensemble forestier, traversée par la RD 225.
La forêt domaniale de Nanteau comprend un bloc principal avec plusieurs petites parcelles domaniales extérieures isolées et des petites parcelles non domaniales enclavées.
La forêt domaniale de Nanteau-Poligny est isolée à l'ouest de la forêt domaniale de Nanteau et compte 11 sections d'un seul tenant.
L'ensemble boisé principal est une forêt compacte, mais traversée par plusieurs axes routiers dont les principaux sont :
- la RD 225 reliant Nemours à l'ouest à Chéroy à l'est ;
- l'autoroute A6 selon un axe du nord-ouest vers le sud-est, véritable coupure écologique comme entre les forêts de Fontainebleau et des Trois Pignons, les seuls passages sont le pont de la RD 225 au nord et un chemin rural partant de Poligny au sud.

Des routes secondaires traversent la forêt de Poligny à Nemours à l'ouest, de Rosiers à Mont Brun au centre et la RD 136 de Bouchereau à Nanteau-sur-Lunain à l'est.
La forêt de Nanteau est découpée de manière géométrique par de nombreux chemins (Allée des Rosiers, Allée du Centre, Allée Pavée, etc.) avec plusieurs carrefours (rond-point de Molisserve, carrefour de l'Étoile, etc.). D'autres chemins ne sont pas rectilignes (chemin de la Grande Boulinière, chemin des Fourneaux, chemin des Meuniers, allée de Mont Brun, etc.).

## Géographie administrative
La forêt de Nanteau s'étend sur six communes de Seine-et-Marne :
- Nanteau-sur-Lunain au nord-est ;
- Poligny au sud-ouest ;
- Treuzy-Levelay au nord ;
- Nemours à l'ouest ;
- Darvault au nord-ouest ;
- Remauville au sud-est.

## Géologie
La forêt de Nanteau repose sur une vaste zone de plateau à substrat calcaire incisé par des vallées sèches à sous-sols sableux ou gréseux (chaos). Le site fait l'objet de nombreuses exploitations pour le sable ou le grès.
La nature perméable du sud ne permet pas la présence de milieux humides en dehors des vallées du Loing et du Lunain.

## Histoire
À partir de 1910, le grès et son sable furent exploités à Poligny sur le site de la Mer de Sable, la production acheminée par un transporteur aérien jusqu'au canal du Loing à Bagneaux-sur-Loing. La mine s'est arrêtée au début des années 1950.

## Faune et flore

### Flore
La forêt de Nanteau abrite une flore thermophile remarquable avec nombre d'espèces rares et déterminantes.
L'ONF procède au renouvellement progressif des peuplements par l'utilisation d'une technique sylvicole de régénération respectant les classes d'âge. Elle permet de maintenir un équilibre entre arbres jeunes et âgés.

### Faune
La faune est pour l'essentiel constituée de chevreuils, sangliers, etc. Le Campagnol des champs a été observé.
La forêt compte également des oiseaux endémiques en Île-de-France. Le Coucou gris, le Pic noir, le Loriot d'Europe, le Pouillot siffleur et le Huppe fasciée ont été observés.
Dans le périmètre de la ZNIEFF regroupe d'anciennes carrières souterraines qui hébergent des populations de Chiroptères. Plusieurs espèces ont été observées, comme le Murin de Bechstein, le Murin à oreilles échancrées, le Grand Murin, le Murin à moustaches, le Murin de Natterer, la Sérotine commune et le Grand rhinolophe.

### La chasse
Les accotements sont régulièrement élagués afin de préserver la faune entomologique et de mieux sécuriser les lignes de tirs lors des chasses.

## Gestion forestière
L'ONF a pour mission d'assurer la pérennité du massif grâce à son entretien tout en garantissant un développement durable. Elle se doit de concilier l'intérêt sylvicole avec l'intérêt du public. Son principal objectif est l'accueil du public, comme toutes les forêts dites périurbaines. Elle assure par ailleurs une mission de production de bois, dont la vente aux exploitants forestiers couvre partiellement le financement de l'entretien et de la préservation du massif.
La gestion forestière prend aujourd'hui[Quand ?] en compte le développement durable, c'est-à-dire les enjeux biologiques et écologiques, ce qui n'était pas le cas il y a seulement trente ans.
La forêt ne compte pas de maison forestière.

## Gestion administrative
En forêt domaniale, le massif est la propriété de l'État français, qui en délègue la gestion à l'office national des forêts. L'État assure le financement de l'entretien mais les collectivités locales sont également associées aux décisions.
Le Conseil départemental de Seine-et-Marne participe également à l'effort financier.
Les subventions couvrent pour une large part les nécessaires équipements destinés à l'accueil du public ainsi que les travaux d'aménagement et de réfection des routes forestières.
Les massifs forestiers franciliens sont soumis à d'intenses pressions foncières et urbaines. C'est le cas de la forêt de Nanteau notamment en bordure de Nemours et de Darvault avec le développement des zones d'activités et de l'habitat pavillonnaire.
Le bois de Darvault et la forêt de Nanteau sont classés zone naturelle d'intérêt écologique, faunistique et floristique de type 1 sur 1 456,27 hectares, couvrant 4 communes du département. Dans ce périmètre, la ZNIEFF englobe tout le secteur domanial de la forêt de Nanteau, situé au nord de l'A6, le Bois de l'Abbesse, les Hauts de Darvault et le Bois départemental des Palis. Les mesures de protection sont un Espace Classé Boisé, une Forêt domaniale et un Site inscrit au titre de la Directive Habitats (ZSC, SIC, PSIC).

## Aménagement
Le GR 13 travers la forêt communale de Nemours et la forêt domaniale de Nanteau-Poligny.
Le GR Pays de Lunain suit la vallée du Lunain en bordure nord-est de la forêt domaniale de Nanteau.
Un itinéraire de randonnée PR (Promenades & Randonnées) est balisé dans la forêt communale de Nemours.
Un autre itinéraire de randonnée PR (Promenades & Randonnées) est balisé de part et d'autre de la vallée du Lunain passant à Nanteau-sur-Lunain et Treuzy-Levelay ainsi que dans la partie nord de la forêt de Nanteau et la campagne environnante.

## Sociologie
La forêt de Nanteau est relativement fréquentée car située en zone péri-urbaine, en particulier la forêt communale de Nemours. Le massif accueille toutefois moins de visiteurs que d'autres forêts de la région parisienne, comme la forêt de Fontainebleau. C'est un lieu apprécié des habitants des communes du secteur notamment Nemours pour la détente et le sport.

## Lieux remarquables
- Rochers et grottes de Nemours
- Mer de sable
- Vallée du Lunain

Le long de la petite vallée du Lunain, les moulins, les lavoirs, et les mégalithes (dont celui de Pierrefitte) sont nombreux. En bordure de la forêt de Nanteau se trouvent plusieurs pierres levées comme la Pierre-aux-Aiguilles.